# Реджепова, Майса
Майса Реджепова (род. 4 января 1993, Ашхабад) — туркменская легкоатлетка, специалистка по бегу на короткие дистанции. Выступала за сборную Туркменистана по лёгкой атлетике в 2011—2015 годах, чемпионка страны в дисциплинах 100 и 200 метров, участница летних Олимпийских игр в Лондоне.

## Биография
Майса Реджепова родилась 4 января 1993 года в Ашхабаде, Туркменистан.
Впервые заявила о себе в лёгкой атлетике на международном уровне в сезоне 2011 года, когда вошла в состав туркменской сборной и выступила на чемпионате мира в Тэгу — в ходе предварительного квалификационного этапа бега на 100 метров показала время 13,43, чего оказалось недостаточно для выхода в четвертьфинальную стадию соревнований.
В 2012 году на чемпионате Туркменистана в Ашхабаде одержала победу на дистанциях 100 и 200 метров. Принимала участие в юниорском мировом первенстве в Барселоне, где бежала 200 метров. Благодаря череде успешных выступлений удостоилась права защищать честь страны на летних Олимпийских играх в Лондоне — в программе 100 метров с результатом 12,80 выбыла из борьбы уже после первого предварительного забега.
В 2013 году в дисциплинах 100 и 200 метров стартовала на чемпионате Азии в Пуне.
В 2014 году на Мемориале Косанова в Алма-Ате установила свои личные рекорды в беге на 100 и 200 метров: 12,11 и 24,66 соответственно. Среди прочего бежала 60 метров на чемпионате Азии в помещении в Ханчжоу и 200 метров на Азиатских играх в Инчхоне — в обоих случаях в финал не вышла.
В 2015 году заняла пятое место на международном турнире в помещении в Тегеране, установив при этом личный рекорд на дистанции 60 метров — 7,84. По окончании сезона завершила спортивную карьеру.